# To Bonnie from Delaney
To Bonnie from Delaney är ett musikalbum av Delaney & Bonnie & Friends, lanserat 1970 på Atco Records. Två av albumets låtar släpptes som singlar, "Soul Shake" och "Free the People". Albumet nådde plats #58 på Billboard 200-listan. Några av skivans gästmusiker inkluderar Duane Allman, Jim Gordon, Little Richard, Bobby Whitlock och King Curtis.

## Låtlista
(kompositör inom parentes)
1. "Hard Luck and Troubles" (Delaney Bramlett) - 2:35
2. "God Knows I Love You" (Delaney Bramlett, Mac Davis) - 2:46
3. "Lay Down My Burden" (Steve Bogard, Michael Utley) - 3:35
4. Medley: "Come On In My Kitchen" (Robert Johnson)/"Mama, He Treats Your Daughter Mean" (Herbert Lance, Charles Singleton, John Wallace)/"Goin' Down the Road Feelin' Bad" (Traditional; arranged by Delaney Bramlett) - 4:10
5. "The Love of My Man" (Ed Townsend) - 4:28
6. "They Call It Rock and Roll Music" (Delaney Bramlett) - 3:33
7. "Soul Shake" (Margaret Lewis, Myrna Smith) - 3:10
8. "Miss Ann" (Richard Penniman, Enotris Johnson) - 5:01
9. "Alone Together" (Delaney Bramlett, Bonnie Bramlett, Bobby Whitlock) - 3:13
10. "Living on the Open Road" (Delaney Bramlett) - 3:02
11. "Let Me Be Your Man" (George Soulé, Terry Woodford) - 3:20
12. "Free the People" (Barbara Keith) - 2:47